# Kamil Biliński
Kamil Biliński (* 23. Januar 1988 in Breslau, Polen) ist ein polnischer Fußballspieler. Er spielt im Sturm vorzugsweise als Mittelstürmer.

## Karriere

### Jugend in Breslau
Biliński begann mit dem Fußballspielen in seiner Heimatstadt Breslau im Stadtbezirk Krzyki beim KS Brochów. Im Sommer 2003 wechselte er in die Jugendabteilung von Śląsk Wrocław.

### Anfänge bei Śląsk Wrocław
Im Sommer 2005 schaffte er den Sprung in die zweite Mannschaft. Dort konnte er sich durch gute Leistungen für die erste Mannschaft empfehlen. Schon in der Saison 2006/07 gehörte er zum Profikader. Am 9. September 2006, dem 8. Spieltag der Zweitligasaison 2006/07, kam er zu seinem Debüt im Profifußball, als er im Heimspiel gegen Lechia Gdańsk (1:1) in der 61. Minute für Tomasz Szewczuk eingewechselt wurde. Des Weiteren empfahl er sich zunehmend durch seine Leistungen in der zweiten Mannschaft, wo er in der gesamten Saison 13 Tore erzielte. In der ersten Mannschaft kam in der Saison 2006/07 zu sechs Einsätzen.

### Leihgeschäft mit Gawin Królewska Wola
Zu Beginn der Saison 2007/08 wurde Biliński für ein Jahr an den Drittligisten Gawin Królewska Wola verliehen. Dort kam er im August 2007 an den ersten vier Spieltagen jeweils zu einem Kurzeinsatz, konnte aber kein Tor erzielen. Anfang September 2007 kehrte er vorzeitig zu Śląsk Wrocław zurück.

### Rückkehr zu Śląsk Wrocław
Nach seiner Rückkehr Anfang September 2007 zu Śląsk Wrocław stand er nicht mehr im Kader der ersten Mannschaft, sondern spielte nur noch für die zweite Mannschaft. In der Saison 2007/08 erzielte er für diese 21 Tore. Aufgrund der guten Leistungen gehörte Biliński ab der Saison 2008/09 wieder zum Kader der ersten Mannschaft, die in die Ekstraklasa aufgestiegen war. Dort kam er zu neun Einsätzen und erzielte ein Tor. Außerdem lief er für die zweite Mannschaft auf, die nun in der separaten Nachwuchsliga Młoda Ekstraklasa spielte. In der Młoda Ekstraklasa konnte in seinen 25 Auftritten überzeugen und wurde mit 21 Toren Torschützenkönig. In der Hinrunde 2009/10 kam Biliński zu weiteren elf Einsätzen in der Ekstraklasa und konnte in der Młoda Ekstraklasa in 13 weiteren Partien fünf Tore erzielen.

### Leihgeschäfte mit Zweit- und Drittligisten
Im Januar 2010 entschied Śląsk Wrocław Biliński zur weiteren Entwicklung auszuleihen. In der Rückrunde 2009/10 lief er für den Zweitligisten Znicz Pruszków auf. In elf Spielen erzielte er vier Tore. Im Sommer 2010 wurde er von Śląsk Wrocław für ein Jahr in die zweite Liga an Górnik Polkowice ausgeliehen, wo er in der Hinrunde 2010/11 in 13 torlosen Spielen jedoch nicht überzeugen konnte, weshalb das Leihgeschäft vorzeitig Ende Dezember 2010 beendet wurde. Im Februar 2011 wurde er dann von Śląsk Wrocław für eineinhalb Jahre an den Drittligisten Wisła Płock ausgeliehen. Dort erzielte er in der Rückrunde 2010/11 zwölf Tore in 17 Spielen und half der Mannschaft damit in die zweite Liga aufzusteigen. In der Zweitligasaison 2011/12 erzielte er dann als Stammspieler in 33 Einsätzen zehn Toren. Trotzdem stieg der Klub am Ende der Saison ab und Biliński kehrte zu Śląsk Wrocław zurück.

### Wechsel nach Litauen
Im Juli 2012 wechselte Biliński zum litauischen Erstligisten VMFD Žalgiris Vilnius. Er unterschrieb einen Eineinhalbjahresvertrag bis Ende Dezember 2013. Er kam in der restlichen Saison 2012 zu 15 Einsätzen, erzielte zwölf Tore und wurde mit dem Klub Vizemeister. Ein Jahr später gewann er mit seinem Klub die Meisterschaft 2013.

### Dinamo Bukarest
Nach Saisonende wechselte Biliński zu Dinamo Bukarest nach Rumänien. Nach zwei Spielzeiten in Rumänien kehrte er im Sommer 2015 zurück nach Polen und unterschrieb bei Śląsk Wrocław. 2017 wechselte er zum Ligakonkurrenten Wisła Płock. Seit 2018 steht er in Lettland bei Riga FC unter Vertrag.

### Titel und Erfolge
- Lettischer Meister: 2018, 2019
- Lettischer Pokal: 2018
- Litauischer Meister: 2013
- Litauischer Pokalsieger: 2013
- Litauischer Supercupsieger: 2013
- Torschützenkönig der Ekstraklasa: 2009
- Puchar Ekstraklasy: 2009